# Гаррісон Тауншип (Нью-Джерсі)
Гаррісон Тауншип (англ. Harrison Township) — селище (англ. township) в США, в окрузі Глостер штату Нью-Джерсі. Населення — 13 641 особа (2020).

## Демографія
Згідно з переписом 2010 року, у селищі мешкало 12 417 осіб у 3942 домогосподарствах у складі 3314 родин. Було 4089 помешкань
Расовий склад населення:
| - 90,6 % — білих - 3,8 % — чорних або афроамериканців - 3,4 % — азіатів - 0,1 % — корінних американців |

До двох чи більше рас належало 1,7 %. Частка іспаномовних становила 3,0 % від усіх жителів.
За віковим діапазоном населення розподілялося таким чином: 31,8 % — особи молодші 18 років, 59,8 % — особи у віці 18—64 років, 8,4 % — особи у віці 65 років та старші. Медіана віку мешканця становила 38,1 року. На 100 осіб жіночої статі у селищі припадало 95,9 чоловіків;  на 100 жінок у віці від 18 років та старших — 94,2 чоловіків також старших 18 років.
Середній дохід на одне домашнє господарство  становив 149 667 доларів США (медіана — 127 975), а середній дохід на одну сім'ю — 158 441 долар (медіана — 132 936). Медіана доходів становила 90 110 доларів для чоловіків та 56 140 доларів для жінок. За межею бідності перебувало 2,8 % осіб, у тому числі 2,3 % дітей у віці до 18 років та 2,5 % осіб у віці 65 років та старших.
Цивільне працевлаштоване населення становило 6543 особи. Основні галузі зайнятості: освіта, охорона здоров'я та соціальна допомога — 26,5 %, роздрібна торгівля — 15,4 %, науковці, спеціалісти, менеджери — 12,7 %.